# Темирево
Темирево — село в Пителинском районе Рязанской области.
Расположено в 4,5 км от райцентра Пителино. В 6 км к западу от села проходит участок автодороги Р124 Касимов—Сасово.
Ближайшие населённые пункты — деревни Пеньки, Потапьевская Хохловка.

## История
Поселение описано в писцовых книгах Шацка в 1617г. https://proza.ru/2022/12/19/1452